# Lachau
Lachau település Franciaországban, Drôme megyében. Lakosainak száma 221 fő (2022. január 1.). Lachau Curel, Éourres, Salérans, Ballons, Eygalayes és Montfroc községekkel határos.

## Népesség
A település népességének változása:
| Lakosok száma | 217  | 234  | 190  | 206  | 211  | 222  | 232  | 240  | 233  | 221  |
|               | 1968 | 1982 | 1990 | 2006 | 2013 | 2015 | 2017 | 2019 | 2020 | 2022 |